# Extremely Loud & Incredibly Close (film)
Extremely Loud & Incredibly Close is een Amerikaanse film gebaseerd op het gelijknamige boek van Jonathan Safran Foer.

## Verhaal
Oskar Schell is een jongen die net als vele anderen zijn vader verloren heeft bij de aanslag op de Twin Towers. Op een dag vindt Oskar per toeval een sleutel in een vaas die van zijn vader is geweest. Oskar is nieuwsgierig naar de achtergrond van de sleutel en het briefje met daarop het woord Black en begint een zoektocht door New York; Hij gaat alle mensen met de achternaam 'Black' langs, in de hoop het slot van de sleutel te vinden. Waar dit voor een normale jongen al een hele opgave is, is dit voor Oskar nog moeilijker vanwege zijn autisme. Als Oskar een bezoek brengt aan het huis van zijn oma, komt hij niet zijn oma tegen, maar de Huurder, een oudere man die een kamer huurt bij zijn oma. Ondanks zijn autisme ontstaat er toch een band tussen Oskar en de huurder en gaan ze samen verder op pad. Alle sporen lijken dood te lopen, tot Oskar op een gegeven moment een krantenartikel tegenkomt dat zijn vader heeft achtergelaten. Op dat artikel staat aan de ene kant de tekst "niet stoppen met zoeken" omcirkeld, op de andere kant staat een telefoonnummer. Dit blijkt het nummer te zijn van Abby Black, een vrouw die Oskar al eerder tegengekomen is tijdens zijn zoektocht. Abby laat Oskar nogmaals langskomen en dan blijkt dat de ex-man van Abby bij een bank werkt. Abby brengt Oskar naar de bank waar Oskar ontdekt dat zijn vader de vaas ooit gekocht heeft op een rommelmarkt en dat deze vaas eigendom was van de vader van Black. De sleutel is van een kluisje van de bank van meneer Black, die de sleutel al jaren kwijt was. Oskar geeft teleurgesteld de sleutel aan meneer Black en gaat naar huis. Thuis gaat Oskar zijn dossier van de zoektocht vernietigen als zijn moeder binnenkomt en vertelt dat zij allang van zijn zoektocht wist en zelfs de Blacks op het lijstje van Oskar geïnformeerd heeft over zijn komst. Hierop besluit Oskar een plakboek te maken van zijn zoektocht met als titel Extremely loud & incredibly close.

## Rolverdeling
| Acteur         | Personage        |
| -------------- | ---------------- |
| Thomas Horn    | Oskar Schell     |
| Tom Hanks      | Thomas Schell    |
| Sandra Bullock | Linda Schell     |
| Max von Sydow  | De huurder       |
| John Goodman   | Stan the Doorman |
| Viola Davis    | Abby Black       |
| Jeffrey Wright | William Black    |